# Llullaillaco
Llullaillaco é um estratovulcão localizado na fronteira entre Argentina e Chile, na Cordilheira dos Andes. O vulcão atinge 6 739 metros de altitude e sua última explosiva erupção ocorreu em 1877.
Fica na Puna de Atacama, região de altos picos vulcânicos, que conforma um planalto no deserto de Atacama, entre a Argentina e o Chile que é considerado por muitos como o começo ou o fim do Altiplano Boliviano, um dos locais do mundo com menos precipitação. É a sétima montanha mais alta dos Andes.
A primeira ascensão com fins desportivos foi feita em dezembro de 1952, por Bión González e Juan Harseim.
O acesso ao Llullaillaco é feito por meio de veículos 4x4 ou mulas. Estas últimas podem ser alugadas aos habitantes dos vilarejos da zona. Do lado chileno, pode-se aceder atravessando o parque nacional homônimo, por meio de caminhos de terra em mau estado e pistas escassamente sinalizadas, correndo o risco de terminar em campos minados. Tais caminhos terminam numa zona onde habitualmente os montanhistas estabelecem o seu acampamento base, a 4 600 m de altitude.
Pela Argentina o acesso é feito pela província de Salta, através do povoado de Tolar Grande, após percorrer cerca de 200 km por trilhas 4x4 em um local bastante remoto.

## Sítios arqueológicos no Llullaillaco

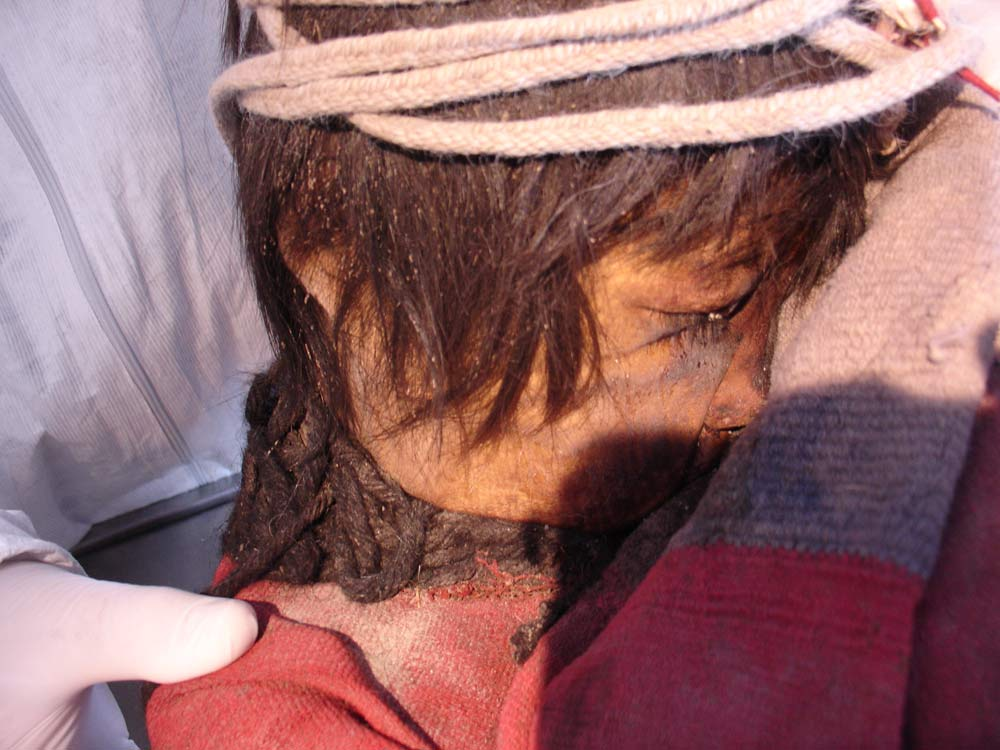
Crianças de Llullaillaco, Salta (Argentina)

O Llullaillaco é famoso por ter o sítio arqueológico mais alto do mundo, de onde foram retiradas três crianças mumificadas. Tais crianças encontram-se hoje no acervo do MAM, Museo Arqueológico de Alta Montanha, localizado na cidade de Salta.
O excecional estado de preservação das múmias encontradas no topo do vulcão suscitou a curiosidade do especialista em microbiologia Steve Schmidt, da Universidade do Colorado, que deduziu que os micróbios que poderiam existir neste ambiente extremo, se algum efetivamente exista, deveriam tratar-se de extremófilos muito especiais.

## Galeria de imagens

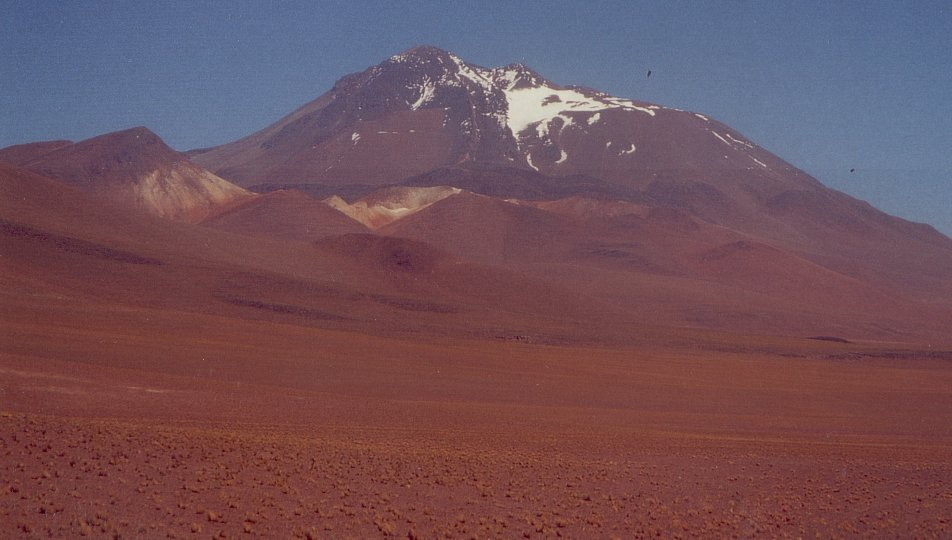
Llullaillaco
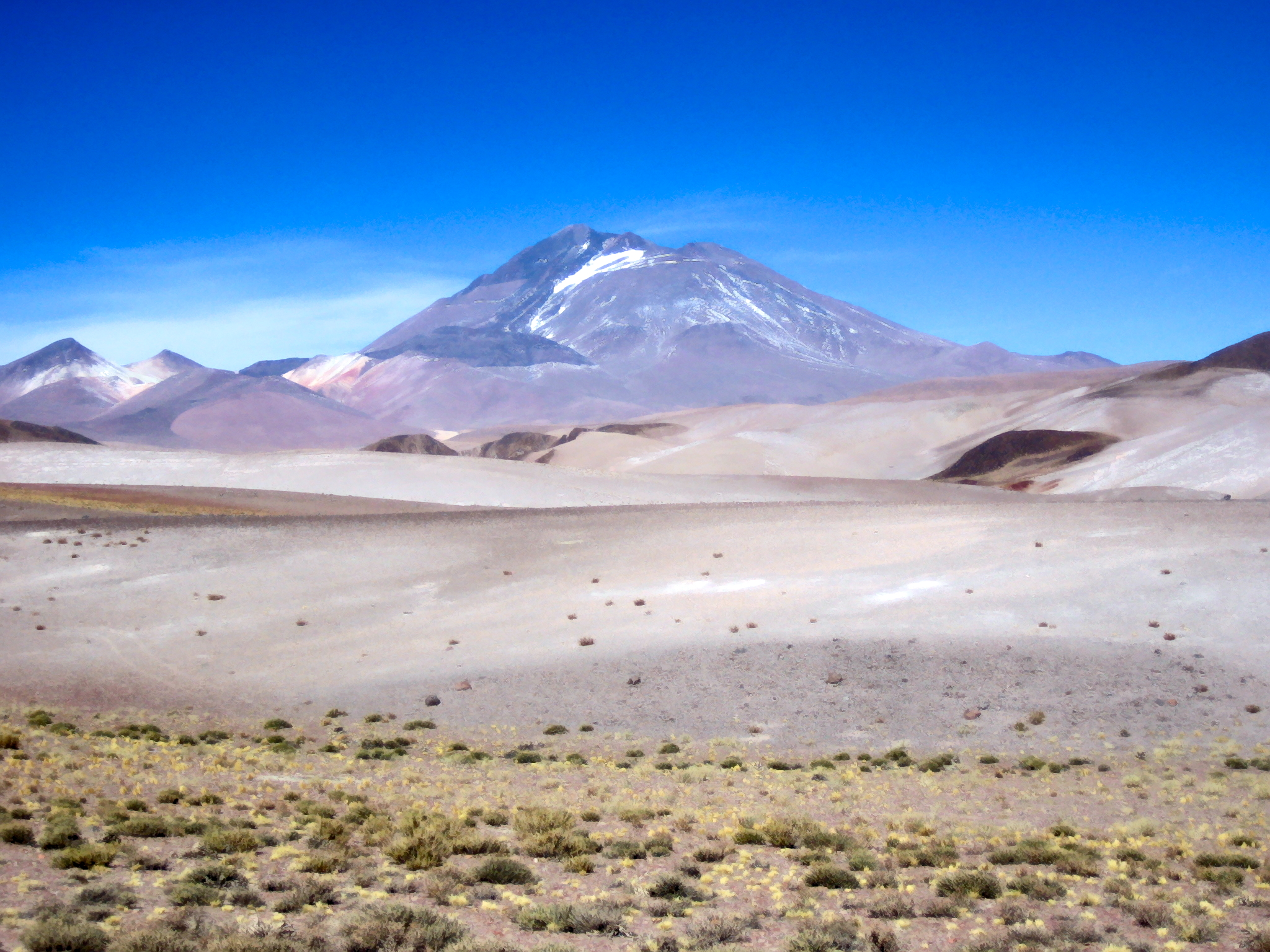
Llullaillaco
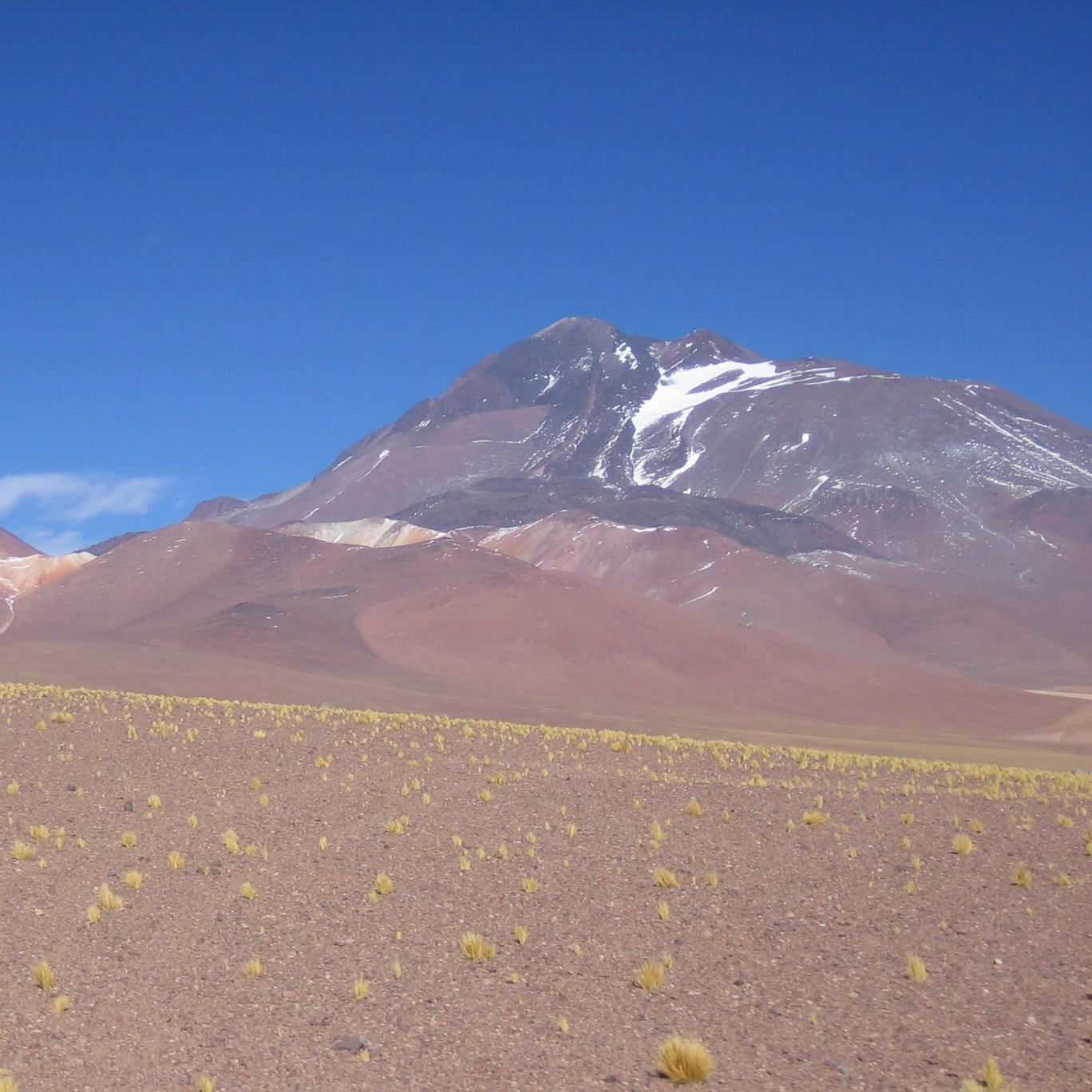
Llullaillaco
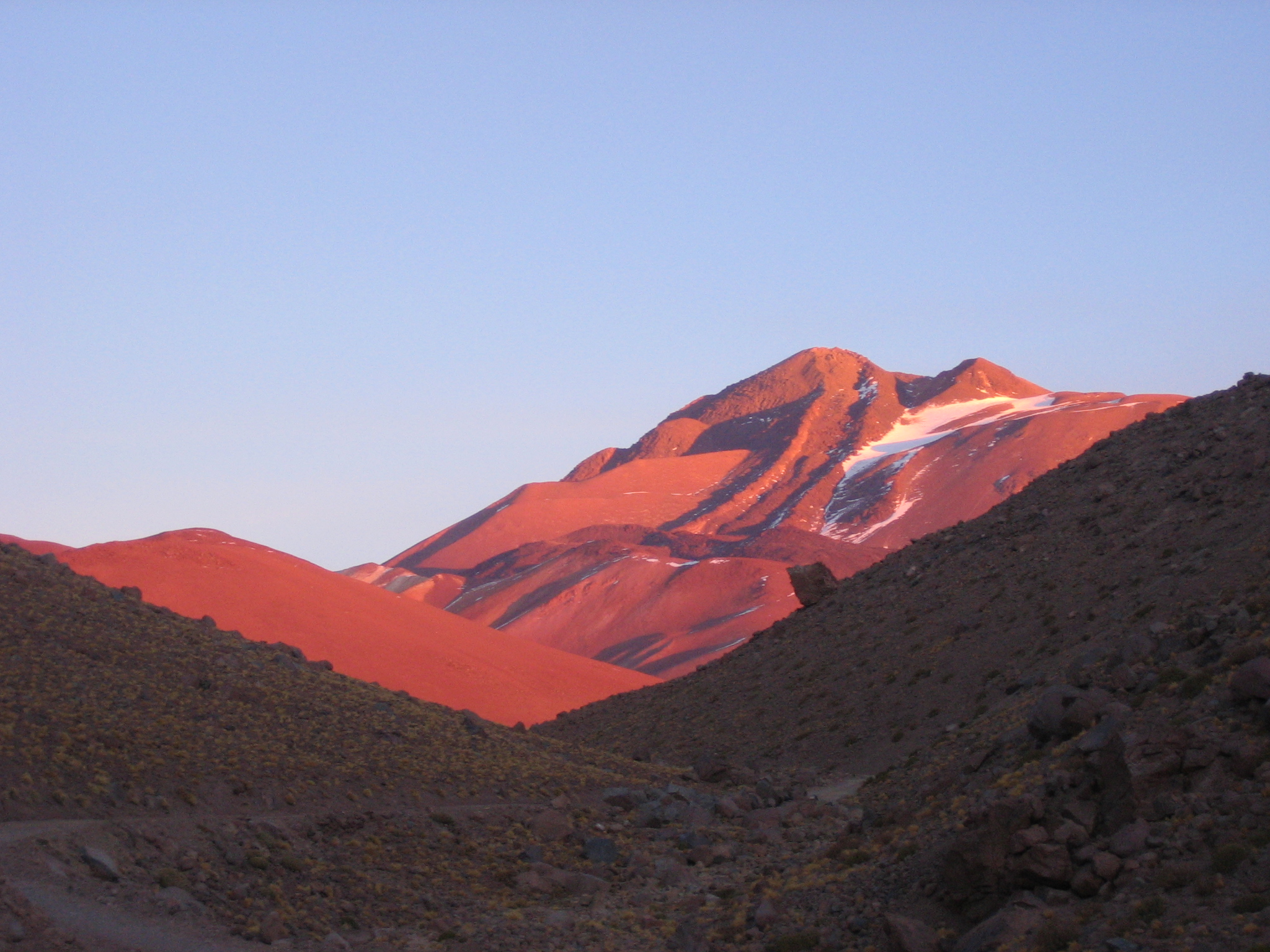
Llullaillaco